# Problema del ser y el deber ser

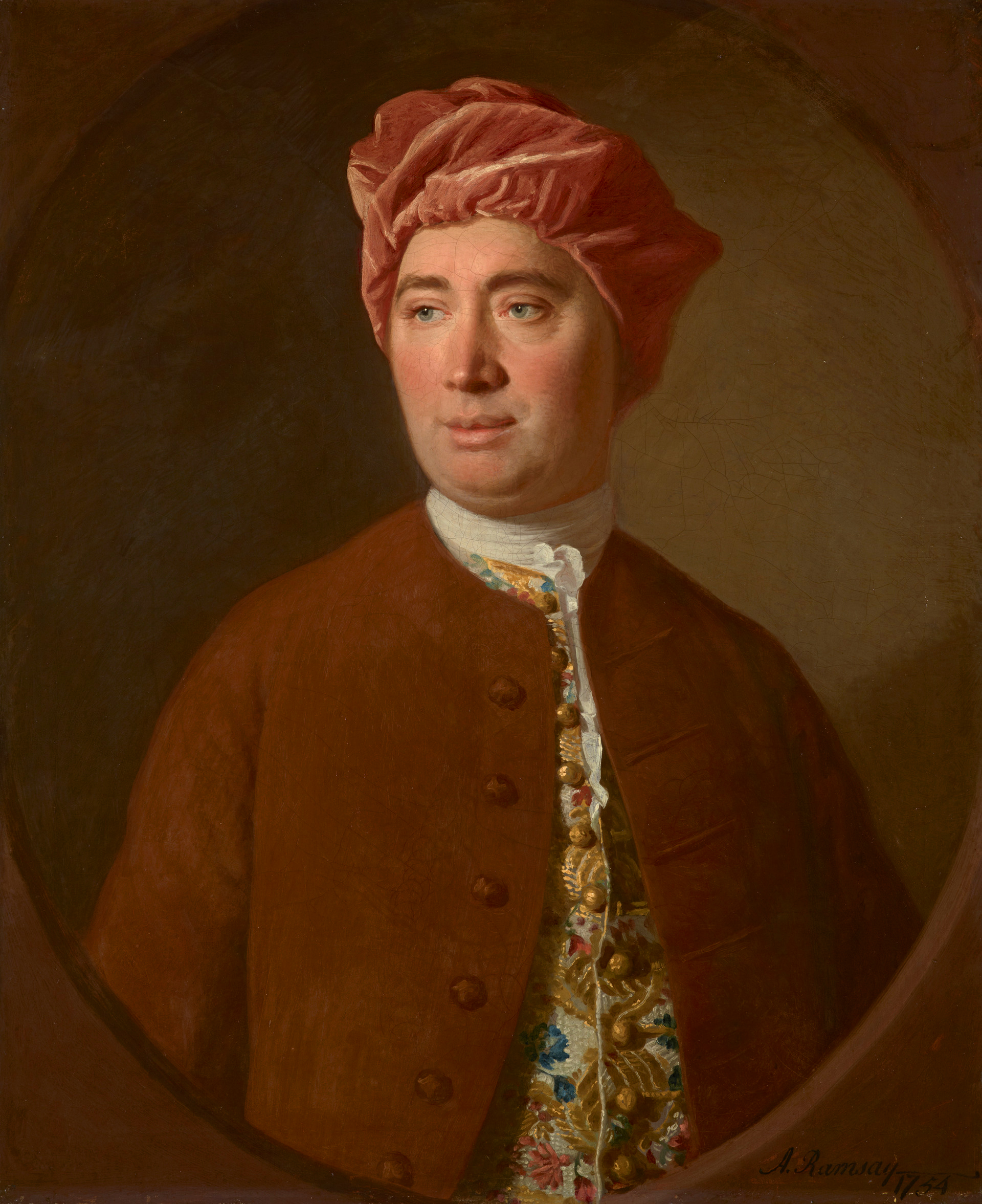
David Hume planteó el problema del ser y el deber ser en su Tratado sobre la naturaleza humana.

El problema del ser y el deber ser (también llamado ley de Hume, la guillotina de Hume y a veces confundido con la falacia naturalista) es un problema en metaética sobre la posibilidad de deducir oraciones normativas a partir de oraciones descriptivas. Oraciones descriptivas son aquellas que dicen lo que es el caso (p. ej. «los emperadores son crueles») mientras que oraciones normativas son aquellas que dicen lo que debe ser el caso («los emperadores deben ser crueles»).
Claro que así como se puede pedir justificación para las oraciones normativas, se puede pedir justificación para las oraciones descriptivas. Pero esto es otro problema, que puede encontrar otras respuestas. Las oraciones descriptivas se pueden (quizás) justificar a partir de la investigación empírica. Así, por ejemplo, el valor de verdad de la oración «los emperadores son crueles» se puede determinar haciendo una investigación histórica. Sin embargo, no sucede lo mismo con la oración «los emperadores deben ser crueles». La verdad o falsedad de esta oración se debe determinar por otros métodos, y si se descarta la posibilidad de probar su verdad a través de una deducción a partir de premisas verdaderas, entonces vale preguntar si hay algún otro camino.
El abismo que separa a los hechos de los deberes no tiene nada que ver con el contenido de las proposiciones descriptivas de las que se parte. Lo mismo da que se trate de proposiciones metafísicas, científicas o de la vida cotidiana. El error se encuentra en el procedimiento, no en el punto de partida. La ambigüedad inadvertida empírico-normativa de ciertos términos conduce a falacias lógicas tales como: «La esencia de la sexualidad es la procreación. Por lo tanto, la anticoncepción no está permitida, porque no refleja la naturaleza de la sexualidad».
La dicotomía hechos/valores de Hume, se relaciona con la dicotomía analítico/sintético: las proposiciones analíticas (lógicas) no tienen necesidad de verificación (siempre son verdaderas), mientras que las proposiciones sintéticas se deben verificar con la experiencia y pueden ser verdaderas o falsas, y las proposiciones éticas vienen de la experiencia.

## Explicación
Tómese por ejemplo el siguiente par de oraciones:
1. Nerón es cruel
2. Nerón debe ser cruel

La primera es una oración descriptiva y la segunda es una oración normativa, y resulta evidente que existe una gran diferencia entre ambas. Para deducir una oración normativa, una manera es construir un argumento que incluya una oración normativa entre las premisas. Por ejemplo:
1. Todos los emperadores deben ser crueles
2. Nerón es un emperador
3. Por lo tanto, Nerón debe ser cruel

En lógica deóntica, el argumento tiene la siguiente forma válida:
1. {\displaystyle O(\forall xEx\to Cx)}
2. {\displaystyle \,En}
3. {\displaystyle \therefore O(Cn)}

Donde {\displaystyle Ex} es «x es un emperador», {\displaystyle Cx} es «x es cruel» y {\displaystyle n} es «Nerón».
Pero ahora se puede preguntar por la justificación de la nueva oración normativa, «todos los emperadores deben ser crueles». Un camino es deducir la oración a través de otro argumento que incluya una premisa normativa. Por ejemplo:
1. Todos los líderes deben ser crueles
2. Todos los emperadores son líderes
3. Por lo tanto, todos los emperadores deben ser crueles

Pero esto nos deja con el nuevo problema de encontrar una justificación para la premisa «todos los líderes deben ser crueles» y se hace visible una posible regresión infinita. El problema del ser y el deber ser consiste en encontrar una manera de deducir oraciones normativas sin tener que incluir más oraciones normativas entre las premisas.

## Historia
El problema fue presentado por primera vez por David Hume en un breve párrafo de su libro de 1739-40, el Tratado sobre la naturaleza humana (Libro III, Parte I, Sección I):

No puedo evitar añadir a estos razonamientos una observación que quizás puede tener alguna importancia. En cada sistema de moralidad que he observado hasta ahora, encuentro siempre que el autor procede algunas veces en la forma ordinaria de razonamiento, y establece la existencia de Dios, o hace observaciones sobre asuntos humanos, cuando de repente soy sorprendido porque, en vez de las usuales copulaciones de proposiciones «es» o «no es», me encuentro con proposiciones ninguna de las cuales no está conectada con un «debe» o «no debe». Este cambio es imperceptible, pero es sin embargo de consecuencias últimas; porque como este «debe», o «no debe», expresa alguna nueva relación o afirmación, ésta debe necesariamente observarse y explicarse; al mismo tiempo debe darse una razón para algo que parece completamente inconcebible: cómo esta nueva relación puede ser una deducción de otras que son completamente diferentes de ella. Pero como los autores no toman comúnmente esta precaución, debo intentar recomendarla a los lectores; y estoy persuadido que esta pequeña atención subvertiría todos los sistemas vulgares de moralidad; y permite ver que la distinción de vicio y virtud no se encuentra simplemente en las relaciones entre objetos, ni es percibida por la razón

La cita de Hume muestra que las proposiciones normativas, sea que expresen obligaciones ("debe") o prohibiciones ("no debe"), tienen una estructura lógica distinta ("una nueva relación") a la de las proposiciones fácticas ("es y no es"). De modo que si las primeras intentan deducirse de las segundas, pareceríamos estar ante un razonamiento falaz, esto es, un razonamiento que puede resultar persuasivo, pero que es lógicamente incorrecto.
Hasta el momento en que Hume escribió el mencionado pasaje, el problema del ser y el deber ser no había sido planteado ni propiamente reconocido como un problema por los filósofos morales. Es solo a partir del pasaje de Hume, y más fundamentalmente a partir de su recuperación por parte de algunos pensadores analíticos del siglo XX, que se percibió la complejidad del problema del ser y deber ser, y se extendió la idea de que existe un abismo lógico insalvable entre el orden fáctico y el orden normativo. Desde entonces, el problema ha crecido en importancia hasta convertirse en uno de los temas centrales de la metaética contemporánea.
En 2004, Nicolás Zavadivker propuso una ampliación del argumento de Hume, al mostrar que aun cuando las normas pudiesen ser deducidas a partir de descripciones, este procedimiento no podría dar cuenta de la moralidad de las mismas. Esto se debe a que las premisas del razonamiento serían (por ser descriptivas) axiológicamente neutras, por lo que no permitían mostrar el carácter justo o correcto de ese deber, es decir, no permitirían justificar moralmente la conclusión normativa. Zavadivker denominó falacia de la justificación cognitiva al error consistente en considerar que razones de orden cognoscitivo bastan para justificar una norma, esto es, para considerarla justa o correcta.

## Respuestas

### Immanuel Kant

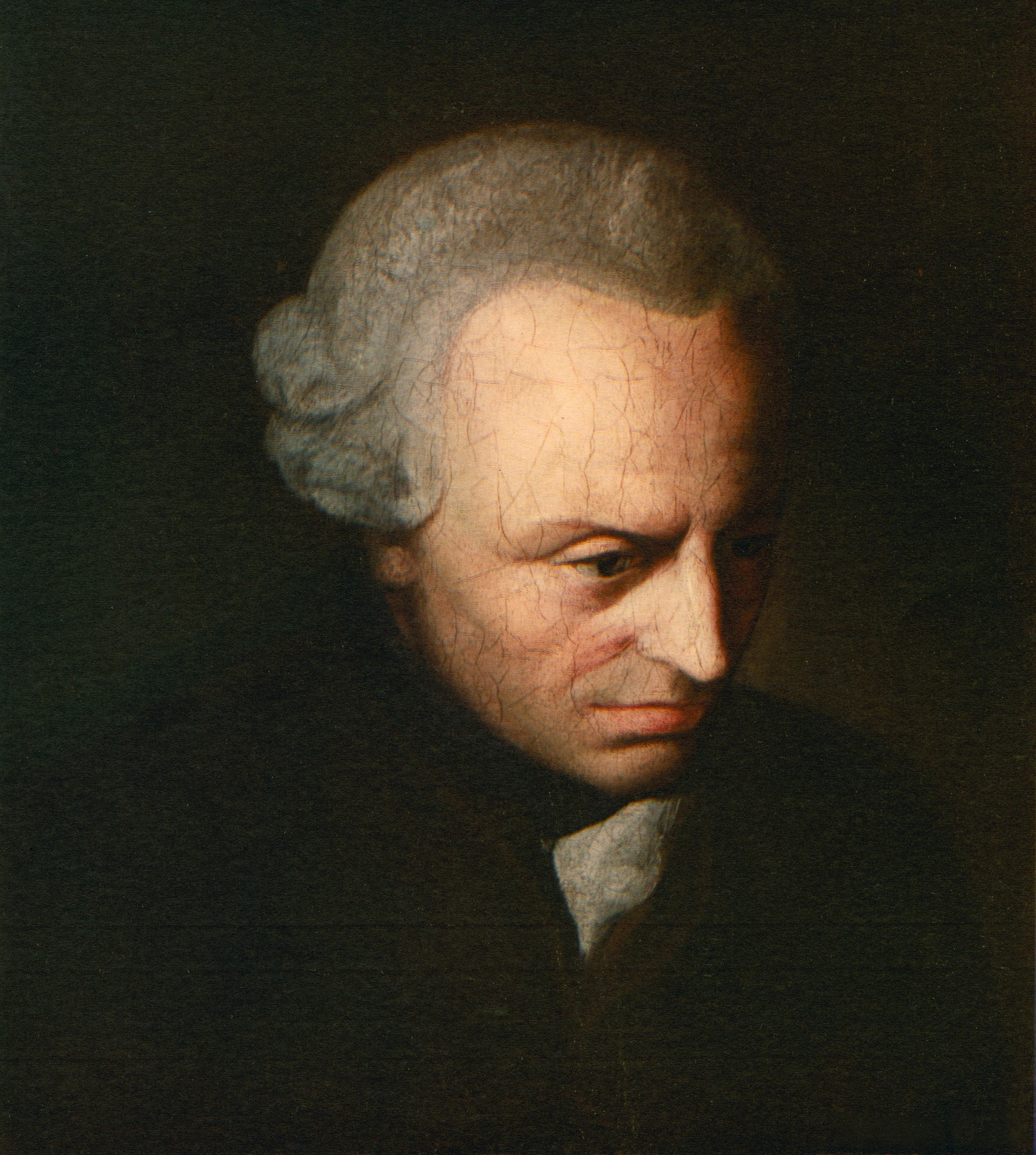
Immanuel Kant.

Lo formal en los valores es su deber-ser. La axiología se construye a partir de la percepción directa del deber-ser (Kant) en alguna acción concreta o materia (Max Scheler: "intuición material de los valores"). La conciencia moral, que es el nombre tradicionalmente dado a la intuición axiológica del ser humano, percibe con mayor nitidez ese deber-ser cuando no es (ante la injusticia se siente la necesidad de la transformación). El deber ser vacío de contenido (Kant) es menos entendible que la conducta concreta que lleva a su realización.
El deber-ser nunca se deduce a partir del ser (fue David Hume el primero en plantear este problema: concretamente, en el libro III, parte I, sección I de su Tratado sobre la naturaleza humana). Si placeres y ventajas son hechos (ser), entonces quedan descalificados axiológicamente el hedonismo (reduce valor a placer) y el utilitarismo (reduce valor a ventaja).
Que del Ser se derive necesariamente el deber-ser es una falacia (ver metafísica).

### John Searle
En 1964, John Searle publicó un artículo titulado How to Derive 'Ought' From 'Is', donde propone una solución al problema. Según Searle, el hecho de hacer una promesa, lo coloca a uno bajo la obligación de cumplirla, simplemente por definición de lo que significa hacer una promesa. Hacer una promesa es "colocarse a uno mismo bajo una obligación", de modo que el acto de prometer deriva en el deber de cumplir lo prometido. Si bien hubo numerosos intentos por responder al problema de Hume, el de Searle fue el que cobró mayor notoriedad; lo que conllevó que una gran cantidad de autores intentaran refutarlo.

### Otras respuestas
Según Hilary Putnam, los mismos descubrimientos científicos que han planteado hipotéticamente aspectos de la realidad no directamente verificables, han causado el final de la dicotomía analítico/sintético, y la dicotomía hecho/valor, pues, como ya ha resaltado Quine, no se puede hacer ciencia sin valores epistémicos.
En el ámbito analítico, en el pragmatismo no hay separación entre hechos y valores y se puede hablar de una objetividad débil en ética, con el riesgo de cambiar lo bueno por lo útil. La bioética ha ayudado a ir más allá de la dicotomía hechos/valores. Los realistas morales afirman que las proposiciones morales se refieren a características objetivas del mundo y los naturalistas éticos sostienen que las verdades morales existen y que su veracidad se relaciona con hechos del mundo físico. Alasdair MacIntyre, seguidor de la ética de las virtudes responde al problema apelando a la teleonomía, en el contexto de una creencia en un telos (propósito) humano.
Otros pensadores que cuestionaron la existencia de un abismo entre el ser y el deber ser son Michael Smith, Philippa Foot, Stephen Toulmin y Mario Bunge.